# Saudiarabiens herrlandslag i handboll
Saudiarabiens herrlandslag i handboll representerar Saudiarabien i handboll på herrsidan. Laget deltog i världsmästerskapet 2009.